# Philorhizus parvicollis
Philorhizus parvicollis es una especie de escarabajo de la familia Carabidae.

## Distribución geográfica
Es endémica de La Gomera, islas Canarias (España).